# Anagaire
Anagaire  is een dorp in het Ierse graafschap Donegal. Het ligt in de Gaeltacht, wat inhoudt dat Iers nog steeds een belangrijke rol als spreektaal vervult. Anagaire ligt in The Rosses, aan de westkust van het graafschap.